# Dracocephalum junatovii
Dracocephalum junatovii là một loài thực vật có hoa trong họ Hoa môi. Loài này được A.L.Budantsev mô tả khoa học đầu tiên năm 1987.